# Pontederia parviflora
Pontederia parviflora là một loài thực vật có hoa trong họ Pontederiaceae. Loài này được Alexander miêu tả khoa học đầu tiên năm 1937.